# Hampsonodes latifascia
Hampsonodes latifascia là một loài bướm đêm trong họ Noctuidae.